# Trận Solicinium
Trận Solicinium là một trận đánh đẫm máu giữa Quân đội La Mã và người Alemanni vào năm 367 hoặc 368. Hai năm sau khi các tướng của ông đè bẹp quân xâm lấn Alemanni trong nhiều trận như ở Châlons, Hoàng đế La Mã là Valentinianus I lại xua quân vượt sông Rhine và tiến công quân Alemanni trên các sườn núi ở Solicinium - một địa điểm không được xác định rõ mà có thể là ở Baden. Trong một đợt giao tranh lẻ tẻ ban đầu, Hoàng đế có lúc suýt chết và bị mất chiếc mũ trụ của ông. Cuộc tấn công của các chiến binh La Mã gặp khó khăn lớn, nhưng mỗi bước tiến của họ đã gia tăng sĩ khí của họ và giảm dần sức kháng cự của người Alemanni, và cuối cùng, quân La Mã đã giành một thắng lợi lớn hơn cả chiến thắng Châlons trước đó. Khi tháo chạy, tàn quân Alemanni đã đụng phải một toán quân La Mã dưới quyền Sebastianus, và bị tiêu diệt. Chỉ một số người Alemanni trốn thoát khi đêm đến. Tuy nhiên, trận Solicinium là một chiến thắng đắt giá do quân La Mã đã hy sinh vài tướng sĩ tài ba.
Sử cũ La Mã của Ammianus Marcellinus đã miêu tả tài nghệ của các chiến binh La Mã trong các đợt giao phong cũng như sự kiên cường của quân Alemanni. Dù quân Alemanni có vị trí phòng thủ thuận lợi, quân La Mã đã thắng nhờ khả năng kéo dài cuộc tấn công của họ. Sau chiến thắng vang dội, Valentinianus I không tiến sâu vào đất Đức mà rút khỏi sông Rhine về nghỉ đông ở Trier và tổ chức ăn mừng thắng lợi.

## Bối cảnh lịch sử
Sau khi Hoàng đế La Mã là Jovianus qua đời vào ngày 17 tháng 2 năm 364, quân tướng đã tôn Valentinianus I lên nối vị. Ông liên kết với em là Valens và làm chủ Đế quốc Tây La Mã. Vừa đến thủ đô Mediolanum, ông hay tin các rợ - được cổ vũ do sự suy sụp của Quân đội La Mã trong chiến dịch Ba Tư của Hoàng đế Julianus trước kia - đã tấn công từ mọi phía và cướp phá các tỉnh La Mã. Người Alemanni lần lượt xâm lấn xứ Gaule và Rhaetia mà không vấp phải kháng cự; họ đốt phá làng mạc và bắt cư dân về những khu rừng ở Đức trước khi tướng tá La Mã có thể đánh bại họ. Tháng 1 năm sau, quân Alemanni lại vượt sông Rhine đóng băng, giao tranh với hai Quân đoàn La Mã và dỡ bỏ cờ hiệu của hai Quân đoàn này. Thực chất, hai Quân đoàn này gồm một Quân đoàn người Heruli và một Quân đoàn người Batavi - khi ấy phần lớn quân La Mã là dân rợ. Các tướng lĩnh của Valentinianus I liên tiếp đánh thắng quân Alemanni ở gần Metz, trên sông Moselle và ở Châlons gần Champagne. Hoàng đế cũng thân hành thị sát các thị trấn Rheims, Amiens, Treves, Worm và Köln, và đẩy quân rợ vào thế thủ ở xứ Gaule.
Cùng thời gian đó, theo bộ sử Ammianus Marcellinus XXVI, nhân lúc cư dân vùng Mainz đã tổ chức nghi lễ Ki-tô giáo, chúa rợ Alemanni là Rando đã đột chiếm Maintz bắt hết nam nữ làm nô lệ và thu được nhiều chiến lợi phẩm. Vụ việc này làm ô uế thanh danh của Valentinianus I, và người La Mã đã báo thù bằng việc gửi sứ thần sang đút lót cho dân Alemanni khiến họ ám sát một vị chúa của họ là Vithicabius. Ngoài ra, Hoàng đế cũng quyết tâm thân chinh kéo toàn quân vượt sông Rhine tấn công người Alemanni để trả đũa trên danh nghĩa toàn đế quốc. Ông đến Trier vào ngày 13 tháng 10 năm 367 là trễ nhất, và ở đây cho đến đầu năm 368 thì phá trại để lên đường. Ammianus đã miêu tả quy mô lớn chưa từng thấy của cuộc chinh phạt cũng như sự tận tâm của Hoàng đế trong việc huy động và vũ trang cho đại quân. Qua sông Rhine, ông và con là đồng Hoàng đế trẻ tuổi Gratianus đã tiến vào lãnh thổ đối phương một cách thận trọng. Đoàn hùng binh của hai Hoàng đế được yểm trợ từ hai cánh bởi Jovinus và Severus - hai Trưởng quan Kỵ binh ở phía Tây. Ông cũng xuống lệnh cho Bá tước Sebastianus mang các đạo quân ở Ý và Illyricum tấn công quân rợ nhất là từ hướng Rhaetia. Tuy nhiên, người Alemanni chủ trương không đánh một trận, khiến các chiến binh La Mã nổi điên vì muốn băm nát quân rợ. Trong tuyệt vọng, lính La Mã đã đốt nhà cửa và đất trồng. Nhưng cuối cùng, do không thể ngăn cản quân La Mã tàn phá làng mạc, người Alemanni đã quyết định đụng độ với người La Mã ở một địa điểm gọi là Solicinium. Nơi này không được xác định, nhưng có thể là Sulz am Neckar hay Schwetzingen ở Baden ngày nay. Trong cuốn A Global Chronology of Conflict: From the Ancient World to the Modern Middle East, tác giả Spencer Tucker cũng ghi nhận nơi đây là Sulz trên sông Neckar.

## Diễn biến

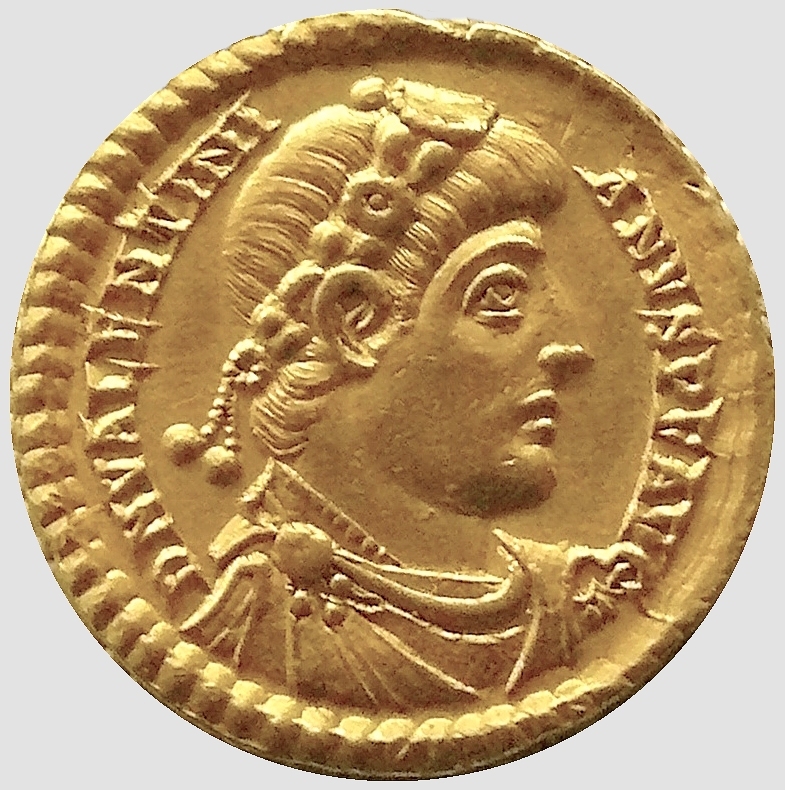
Valentinianus I - vị Hoàng đế thắng trận Solicinium.

Quân Alemanni đóng cứ ở các sườn núi. Ngọn núi này cao ngất và gần như là không thể leo lên được. Các đạo quân La Mã đã hội quân, và các tướng lĩnh truyền lệnh cho ba quân, vốn đang hừng hực khí thế, chờ lệnh bố trận. Trước khi miêu tả trận đánh, Ammianus ngưng lại để kể rằng Valentinianus I ra lệnh cho Sebastianus phải dàn quân sau trận tuyến của quân Alemanni để tiêu diệt đối phương ngay khi họ tháo chạy. Khi duyệt binh, Hoàng đế đột ngột rời đi tìm phương cách tốt hơn, một con đường nào đó rộng mở không bị canh giữ, để chiếm được ngọn núi mà quân Alemanni đóng giữ. Ông ra quyết định này khi chưa hề tham vấn các võ tướng của mình, thành ra tai hại. Hoàng đế và các tùy tùng của ông bị đánh úp và bản thân ông thì thoát chết nhưng mất cái mũ trụ được trang hoàng bằng vàng và đá quý và được các cận vệ giữ cho ông. Các cận vệ này cũng biến mất trong cuộc chạm trán mà không để lại dấu tích gì.
Theo cuốn An universal history: from the earliest accounts to the present time, Phần 1, Tập 17, bất chấp lợi thế của quân Alemanni, các chiến binh La Mã đã tấn công quân rợ bằng lòng vô cùng dũng cảm. Theo sử gia Anh là Edward Gibbon, khi cuộc tổng tiến công bắt đầu, quân La Mã vây khắp và tiến lên ngọn núi từ ba hướng khác nhau. Dù một vài lần họ bị đánh bật, cứ mỗi bước tiến của các chiến binh La Mã đã gia tăng sĩ khí của họ và làm nhụt chí kháng cự của người Alemanni. Miêu tả của Ammianus về trận đánh là hỗn hợp của một loạt các yếu tố cục bộ như khả năng giao đấu của quân La Mã và sự táo bạo của quân Alemanni, ngoài ra còn một số chi tiết rất súc tích như vai trò quan trọng của hai Sĩ quan trẻ tuổi trong cuộc chiến đấu trên dốc. Cuối cùng, sau khi leo lên đồi với khó nhọc khủng khiếp, quân La Mã hợp lại và chiếm được đỉnh núi, quân Alemanni lâm vào hỗn loạn. Tàn quân Alemanni bắt đầu bỏ chạy và quân La Mã hăng hái dụ rợ xuống phía Bắc - nơi Bá tước Sebastianus và đạo quân hùng hậu đã được lệnh chờ sẵn. Đạo quân của ông đã tàn sát quân Alemanni trong biển máu, khiến cho quân Alemanni hoàn toàn tan rã.
Một số người Alemanni đã trốn thoát khi màn đêm buông xuống, song do cuộc triệt thoái của họ bị Sebastianus cắt mất nên phần lớn đội quân của họ đã bị tiêu diệt.
Trong sử cũ của mình, Marcellinus đã ghi rõ tên của hai Sĩ quan quả cảm cùng với quân tướng La Mã trận vong ở Solicinium.

## Hệ quả và những gì sau trận đánh
Trận Solicinium là một chiến thắng đắt giá của La Mã, do họ phải hy sinh nhiều binh lực trong đó có vài tướng sĩ giỏi giang trong cuộc tàn sát ghê gớm này. Nhưng đây cũng được công nhận là một thắng lợi to lớn hơn cả chiến thắng Châlons trước đó. Sau đại thắng, Valentinianus I kéo quân (theo một kiểu ca khúc khải hoàn) về Trier để nghỉ đông, nơi đây ông tổ chức lễ lạc hoành tráng để ăn mừng chiến thắng, thu hút sự hân hoan của dân chúng. Antonius - thầy dạy môn Khoa học cho tiểu Hoàng đế Gratianus - là khán giả của những lễ hội ấy. Tuy nhiên, theo Gibbon, vị quốc trưởng sáng suốt thay vì tiến sâu vào đất Đức đã chuyển tầm nhìn sang việc tổ chức phòng thủ kiên cố biên giới Gaule vốn là một chính sách cần thiết để chống lại người Alemanni, khi sức mạnh của họ đã được phục hồi nhờ một làn sóng quân tình nguyện bạo dạn vốn luôn đến từ các bộ lạc xa nhất ở phương Bắc. Sách khác thì cho rằng ông không phát huy chiến thắng do tổn thất không nhỏ trong trận Solicinium và thời tiết không phù hợp.
Dù sao đi chăng nữa, công cuộc phòng vệ xứ Gaule của Valentinianus I đã giữ yên vùng này trong suốt 9 năm cuối thời ông. Trong các năm 371, 374, Hoàng đế lại phát động hai chiến dịch quy mô nhỏ hơn bên sông Rhine và đều giành thắng lợi. Song, trận chiến ở Solicinium vẫn được xem là trận đánh lớn và quan trọng duy nhất giữa quân La Mã dưới thời ông và rợ Alemanni, cũng như là chiến thắng tiêu biểu nhất được biết đến trong các chiến dịch sông Rhine của ông.